# Cognomen ex virtute
À l'époque romaine, un cognomen ex virtute (« surnom dû à la bravoure ») est un titre accolé au nom d'un imperator (sous la République romaine) et plus tard d'un empereur romain pour célébrer une victoire. Le plus ancien connu est Aulus Postumius Albus Regillensis qui se voit attribuer vers 499 AEC le titre de Regillensis après la bataille du lac Régille.